# In der Strömung
In der Strömung ist ein Dokumentarfilm des DEFA-Studios für Dokumentarfilme von Karl Farber aus dem Jahr 1983. 

## Handlung
Brigitte Müller ist Fährfrau bei Höfgen und erzählt, wie sie zu dem Beruf kam und wieso er ihr gefällt. Bereits als Kind fuhr sie fast täglich mit der Gierseilfähre über die Mulde, um ihre Großmutter zu besuchen. Im Alter von etwa 13 Jahren malte sie sogar ein Bild vom Fährhaus, was sie heute noch besitzt. 
Als ihre Eltern und Großeltern krank werden, muss Brigitte auch oft noch am Abend über den Fluss, um sie zu besuchen. Mit dem Fährmann Joseph einigt sie sich, dass er sie auch zu späteren Zeiten über den Fluss bringt. So kommen beide ins Gespräch und trinken auch manchmal gemeinsam ein Bier, da Josephs Frau schwer krank ist und im Krankenhaus liegt. Brigitte erzählt von ihren sechs Kindern, nur ihren ständig betrunkenen Mann erwähnt sie nicht. Als Josephs Frau stirbt, ist auch ihre eigene Ehe völlig zerrüttet und beide beschließen, ihren weiteren Weg gemeinsam zu gehen. Die ersten Jahre bedienen beide die Fähre, wobei es immer wieder zu kleinen Reibereien kommt, denn nur einer kann die Verantwortung tragen. Dann bekommt Joseph das Angebot in der Schule als Hausmeister zu arbeiten, was er auch annimmt. Seit dieser Zeit ist Brigitte die einzige Fährfrau der DDR, die eine Gierseilfähre verantwortlich bedient, was mit harter körperlicher Arbeit verbunden ist.  Auf diesem Weg bringt sie täglich etwa 300 bis 400 Leute für 20 Pfennig pro Person über die Mulde.
Die Kamera begleitet Brigitte bei ihrer Arbeit als Fährfrau, bei ihren Tätigkeiten als Hausfrau und in den Ruhephasen mit und ohne Joseph. Dabei erzählt sie viel davon, was ihr das Leben bedeutet und dass fast alle ihre Wünsche in Erfüllung gegangen sind. 

## Produktion
Der Schwarzweißfilm In der Strömung, unter dem Arbeitstitel Fährfrau gedreht, wurde das erste Mal Mitte Oktober 1983 während des 6. Nationalen Dokumentar- und Kurzfilmfestivals in Neubrandenburg gezeigt. In die Kinos der DDR kam er ab 28. Oktober 1983.
Die Dramaturgie lag in den Händen von Ursula Demitter.

## Kritik
Gisela Harkenthal äußerte sich im Neuen Deutschland folgendermaßen:

„Auffällig an diesem Regiedebüt von Karl Farber ist seine Liebe zum Detail. Man staunt, welch unterschiedliche Charakteraussagen über den Bootssteg schreitende oder trippelnde Füße machen können.“

Helmut Ullrich schrieb in der Neuen Zeit folgendes:

„Unter den Filmen aber, die von Menschen der Gegenwart handeln, hat mir ‚In der Strömung‘ von Karl Farber über jene Fährfrau, die an der Mulde bei Höfgen die Leute übersetzt, am meisten gefallen. Nicht zuletzt deshalb, weil es beim Porträt dieser schlicht-resoluten Frau gelungen ist, sie vor Kamera und Mikrophon ganz natürlich ungezwungen und unbefangen offen von ihrem Leben und ihrer Arbeit, ihren Gefühlen und Gedanken reden zu lassen.“

## Auszeichnungen
- 1983: 26. Internationale Leipziger Dokumentar- und Kurzfilmwoche für Kino und Fernsehen – Spezialpreis des Verbandes der Film und Fernsehschaffenden[4]